# 大間々駅
大間々駅（おおままえき）は、群馬県みどり市大間々町大間々にあるわたらせ渓谷鐵道わたらせ渓谷線の駅である。駅番号はWK05。

## 歴史
開業当時は大間々町停車場と称した。足尾鉄道の開業に先立ち、大間々町南方の阿左美村字岩宿に両毛鉄道の大間々駅が設置されていたためである。大間々駅が所在地名である岩宿駅に改められた後、大間々町駅は現在の名称である大間々駅に改称された。

### 年表
- 1911年（明治44年）4月15日：足尾鉄道の大間々町駅として開業[1][2]。
- 1912年（大正元年）12月1日：大間々駅に改称[1][3]。
- 1918年（大正7年）6月1日：国有化され、国有鉄道足尾線の駅となる[1]。
- 1984年（昭和59年）2月1日：荷物扱い廃止[1]。
- 1987年（昭和62年）4月1日：国鉄分割民営化に伴い、東日本旅客鉄道の駅となる[1]。
- 1989年（平成元年）3月29日：JR足尾線の第三セクター鉄道化により、わたらせ渓谷鐵道の駅となる[1]。
- 2009年（平成21年）11月2日 - 駅本屋とプラットホームが登録有形文化財に登録される[4]。
- 2016年（平成28年）：駅本屋が「わたらせ渓谷鐵道関連施設群」の一部として、土木学会選奨土木遺産に選ばれる[5]。

## 駅構造
相対式2面2線のホームと、トロッコ列車「トロッコわたらせ渓谷号」の専用0番線ホーム1線（頭端式）を有する地上駅。木造駅舎を有する。わたらせ渓谷鐵道の中心駅であり、同路線の運行機能を管理するCTCが設置されている。駅舎と2番線ホームの間は跨線橋または構内踏切で連絡する。
下り間藤方面の列車はすべて1番線から発車する。上り桐生方面の列車に関しては2番線から発車するのが基本だが、当駅始発で1番線から発車する列車がある。トロッコわたらせ渓谷号が発着する0番線はホーム有効長が短く、客車の桐生寄り1両のみで乗降を行う。線路終端部にはディーゼル機関車機回し用のポイントがある。なお、桐生発着のトロッコわっしー号は他列車同様に1・2番線を使用する。
構内には本社と車両基地があり、当駅発着の列車と夜間の留置運用が設定されている。車両の連結・解放が行われる。
指令所があるため社員は終日配置されている。自動券売機設置。出札窓口では東日本旅客鉄道（JR東日本）両毛線内・東武伊勢崎線への連絡乗車券や企画乗車券を取り扱うほか、駅前有料駐車場利用券を扱っている。
駅本屋とプラットホームが登録有形文化財に登録されている。
0番線ホームに隣接した駅前の駐車場には、わ89-100形101号車とわ89-300形302号車が連結した状態で保存されている。

### のりば
| 番線 | 路線            | 方向                                 | 行先                                 | 備考                                 |
| ---- | --------------- | ------------------------------------ | ------------------------------------ | ------------------------------------ |
| 0    | ■わたらせ渓谷線 | 「トロッコわたらせ渓谷号」専用のりば | 「トロッコわたらせ渓谷号」専用のりば | 「トロッコわたらせ渓谷号」専用のりば |
| 1    | ■わたらせ渓谷線 | 下り                                 | 間藤方面                             | 当駅始発の上り列車も使用             |
| 2    | ■わたらせ渓谷線 | 上り                                 | 桐生方面                             |                                      |

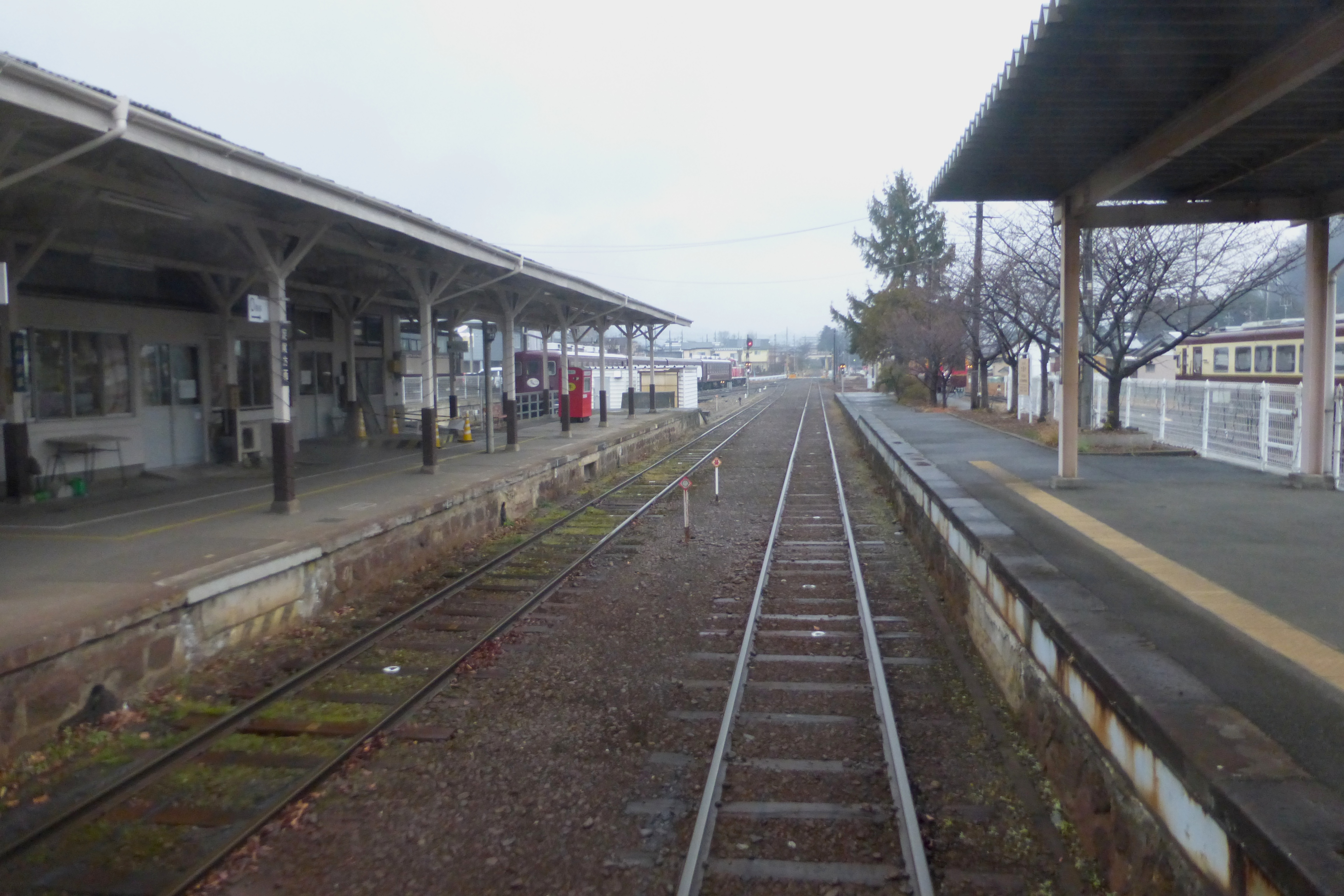
駅構内（手前が1・2番線、左奥に0番線。2015年2月）
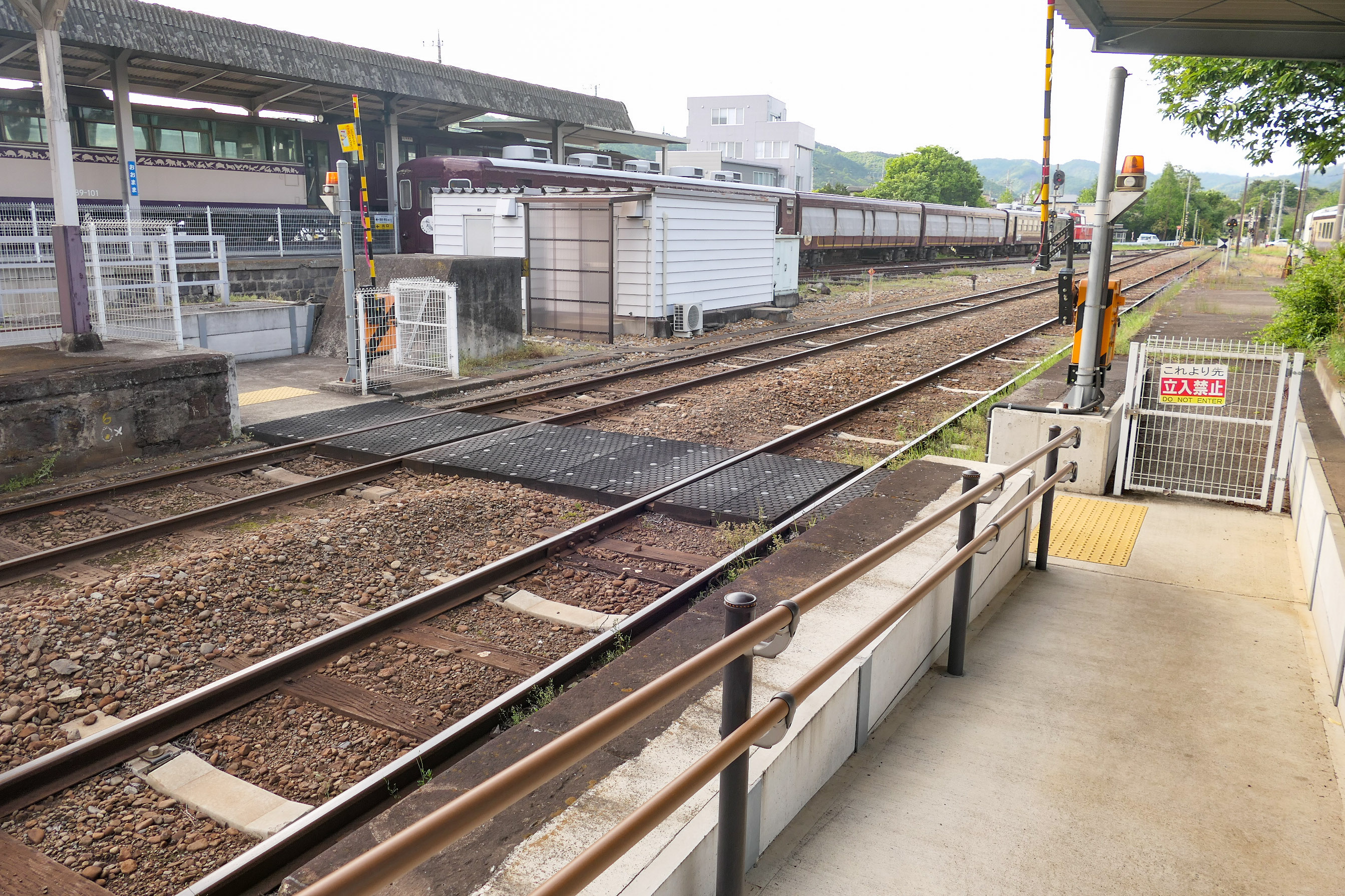
構内踏切
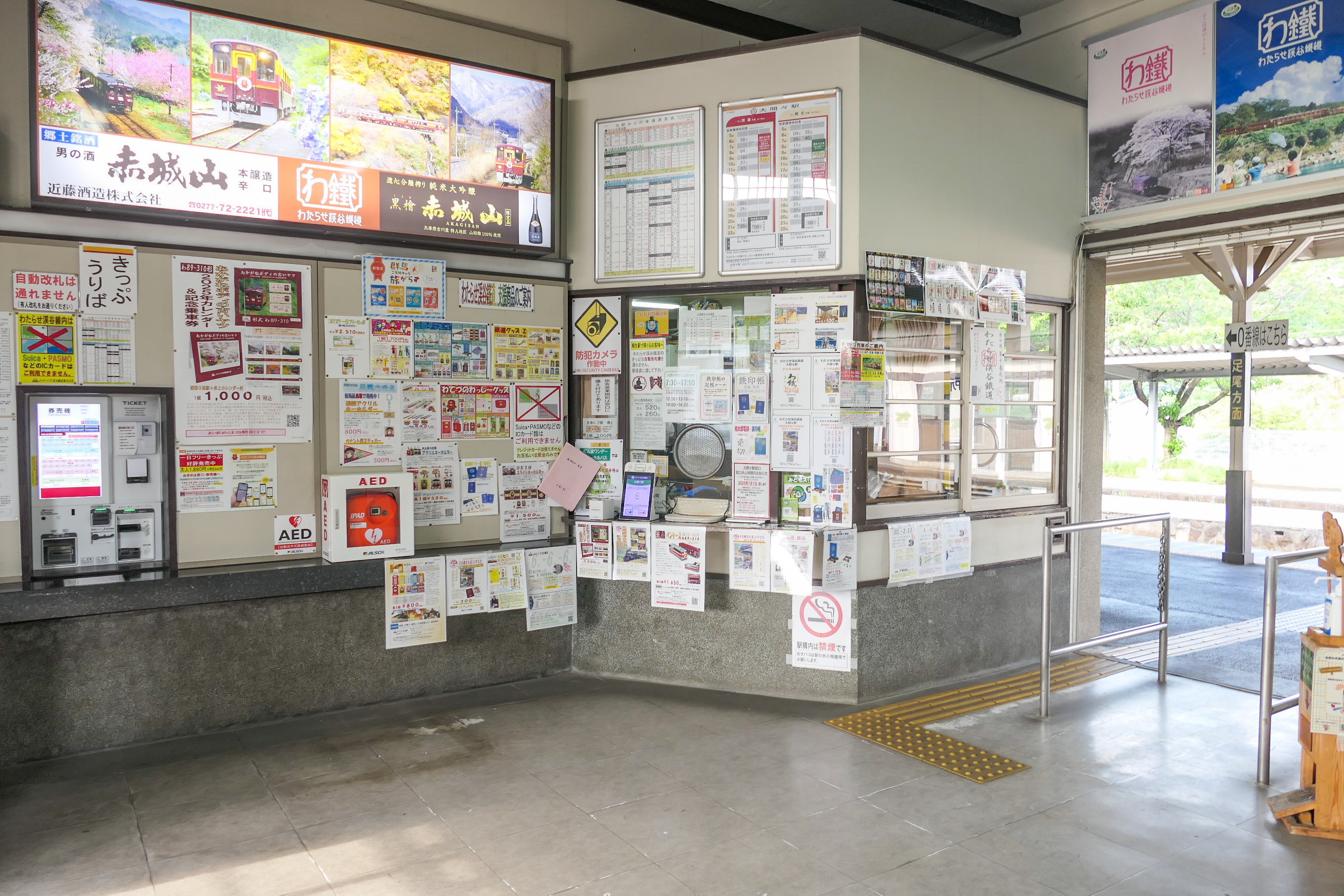
改札口・切符売り場

### 配線図
|            | 桐生・大間々地区における鉄道路線の位置関係と配線 |
| 凡例 出典: |                                                  |

## 利用状況
大型バス（貸切バス）の駐車が可能な駅であるため、観光シーズンは始発の桐生駅よりも当駅から乗車する乗客が多い。
当駅を始発とするトロッコ列車「わたらせ渓谷号」の運行日や、紅葉シーズンの時期になると9時から11時台の下り列車に乗車する観光客が多く、乗り場が朝の通勤ラッシュ並みに混雑することもある。利用客のほか、本社や車両基地・保線施設などもあるため、鉄道関係者の利用も多い。朝はJR両毛線に接続するための当駅始発の区間列車が運行されている。
朝や夕方は高校生のほか、大間々中学校に通う上神梅地区の中学生が当駅から下り方面の隣接駅・上神梅駅まで利用する。
1日の平均乗降人員は以下の通りである。
| 年度   | 1日平均人数 |
| ------ | ----------- |
| 2011年 | 477         |
| 2012年 | 519         |
| 2013年 | 468         |
| 2014年 | 492         |
| 2015年 | 488         |
| 2016年 | 469         |
| 2017年 | 465         |
| 2018年 | 456         |

## 駅周辺
- みどり市役所大間々庁舎（旧・大間々町役場）
- 群馬県立大間々高等学校
- みどり市立大間々中学校
- みどり市立大間々図書館
- みどり市大間々博物館（コノドント館）
- 大間々郵便局
- 国道122号
- ながめ公園
  - ながめ余興場
- 高津戸峡　
  - はねたき橋
  - 高津戸城
- 上毛電気鉄道上毛線・東武桐生線 赤城駅（南へ約1 km）

## 隣の駅
わたらせ渓谷鐵道
■わたらせ渓谷線
- トロッコ列車「トロッコわたらせ渓谷号」発着駅・「トロッコわっしー号」停車駅

運動公園駅（WK04） - 大間々駅（WK05） - 上神梅駅（WK06）

## 文化財等
登録有形文化財 - 2009年（平成20年）11月2日登録
- 駅本屋及び下り線プラットホーム[4][8]
- 上り線プラットホーム[9][10]

土木学会選奨土木遺産 - 2016年度（平成28年度）認定
- 駅本屋[5]（わたらせ渓谷鐵道関連施設群の一部として）